# Guido III de Spoleto
Guido III de Spoleto (855 - † 12 de diciembre de 894), el tercer duque de Spoleto en usar este nombre (Guido III, de la familia nobiliaria italiana de origen franco de los Guidoni), que fue coronado emperador de Occidente en una época confusa.
Era hijo de Guido I de Spoleto, y nieto de una hija de Pipino de Italia, rey de Italia quien era hijo mayor de Carlomagno, lo que relaciona a Guido así con los Carolingios.
Desde el 774 el Ducado de Spoleto se convirtió en una marca del territorio de los francos. En 883 su sobrino Guido II, hijo de su hermano Lamberto de Spoleto (Lamberto I), le cedió el ducado y Guido III de Spoleto pudo volver a reunir el ducado que previamente había sido dividido, por voluntad del emperador Carlos el Calvo, entre él (que poseía el ducado de Camerino, la parte norte del ducado de Spoleto) y su hermano mayor Lamberto de Spoleto (Lamberto II) (que fue reinstalado como duque del resto del ducado de Spoleto por el citado emperador después de haber sido depuesto del ducado completo en 871 por el anterior emperador del Sacro Imperio, Luis II el Joven).
Tras la muerte de Carlos el Gordo en 888, fue su sucesor como Rey de Italia (889), tras derrotar a Berengario de Friuli, y como Emperador (891).
Fue coronado Rey de Italia por el papa Esteban V (891). Un año después fue coronado el hijo de Guido, Lamberto, como cogobernante. También fue designado un año después como sucesor suyo en el título imperial.
Tuvo dificultades para controlar sus dominios en el norte de Italia.